# Stużno (gmina)
Stużno – dawna gmina wiejska istniejąca do 1954 roku w woj. kieleckim, łódzkim i ponownie kieleckim. Nazwa gminy pochodzi od wsi Stużno, lecz siedzibą władz gminy była Kamienna Wola.
Za Królestwa Polskiego gmina Ossa należała do powiatu opoczyńskiego w guberni radomskiej. 13 stycznia 1870 do gminy Stużno przyłączono wsie Kurażków i Parczówek z gminy Białaczów.
W okresie międzywojennym gmina Stużno należała do powiatu opoczyńskiego w woj. kieleckim. 1 kwietnia 1939 roku gminę wraz z całym powiatem opoczyńskim przeniesiono do woj. łódzkiego. Po wojnie gmina przez krótki czas zachowała przynależność administracyjną, lecz już 6 lipca 1950 roku została wraz z całym powiatem przyłączona z powrotem do woj. kieleckiego.
Według stanu z dnia 1 lipca 1952 roku gmina składała się z 18 gromad: Adamów, Bernów, Budki, Eugeniów, Janów Karwicki, Kamienna Wola, Karwice, Korytków, Kotfin, Kupimierz, Kuraszków, Kurzacze, Parczówek, Sielec, Sołtysy, Stefanów, Stużno i Stużno kol..
Jednostka została zniesiona 29 września 1954 roku wraz z reformą wprowadzającą gromady w miejsce gmin. Po reaktywowaniu gmin z dniem 1 stycznia 1973 roku gminy Stużno nie przywrócono.
Historyczna spójność miejscowości dawnej gminy Stużno została odtąd zupełnie zerwana, a jej obszar rozczłonkowany przez trzy województwa:
- świętokrzyskie (powiat konecki, gmina Gowarczów);
- łódzkie (powiat opoczyński, gmina Opoczno);
- mazowieckie (powiat przysuski, gminy Gielniów i Przysucha).

Ponadto, trzy sołectwa (Budki, Eugeniów i Stefanów) zostały wyludnione i zalesione w związku z rozbudową poligonu wojskowego Barycz.